# 克勞福德鎮區 (阿肯色州耶爾縣)
克勞福德鎮區（英語：Crawford Township）是位於美國阿肯色州耶爾縣的一個行政鎮區。

## 地方資料
克勞福德鎮區的面積為188.29平方千米，當中陸地面積為188.27平方千米，而水域面積為0.02平方千米。根據2010年美國人口普查的數據，當地共有人口43人，而人口密度為每平方千米0.23人。